# Excursion automobile Paris-Meulan
Excursion automobile Paris-Meulan és un document cinematogràfic d'un minut que forma part de la sèrie Loisirs et fêtes populaires à Paris, produïda per Films Lumière. Fou la primera pel·lícula dels germans Lumière filmada a París.
Es va projectar per primera vegada el 1899, però aquesta pel·lícula es va rodar el 14 de maig de 1896. Forma part de la documentació restaurada per Archives françaises du film del Centre national du cinéma.

## Fitxa tècnica
- Títol : Excursion Automobile Paris-Meulan
- Direcció : Germans Lumière
- Col·laborador i operador: Clément Maurice
- Producció : Association Frères Lumière
- Data 'estrena : 1899 (París)